# جون برينان (لاعب كرة القدم الغالية)
جون برينان (بالإنجليزية: John Brennan)‏ هو لاعب كرة القدم الغالية بريطاني، ولد في 22 أغسطس 1942.